# (23763) 1998 MP7
1998 أم بي 7 (ويعرف أيضًا باسم (23763) 1998 أم بي 7 وفق تسمية الكوكب الصغير) (بالإنجليزية: 1998 MP7)‏ هو كويكب ضمن حزام الكويكبات؛ وترتيبه 23763 من حيث الاكتشاف.
اكتُشف هذا الجُرم الفلكي بواسطة Robert Linderholm ‏ في 24 يونيو 1998.

## وصلات خارجية
- (23763) 1998 MP7 في قاعدة بيانات مختبر الدفع النفاث لأجرام النظام الشمسي الصغيرة

- الاكتشاف · مخطط المدار ·  العناصر المدارية · المعلمات المادية

- (23763) 1998 MP7 على موقع ويكي سكاي: DSS2, SDSS, GALEX, IRAS, Hydrogen α, X-Ray, Astrophoto, Sky Map, Articles and images